# 7,65 mm Mannlicher
Die Patrone 7,65 mm Mannlicher wurde für die Mannlicher-Selbstladepistole M.1896 entwickelt. 
Sie entspricht in Abmessung, Form und Leistungen der 7,65 mm Borchardt. 
Die Patronen 7,63 mm Mauser und 7,62 mm Tokarew können aber wegen der höheren Leistung nicht aus Mannlicher-Pistolen verschossen werden, obwohl die äußeren Abmessungen mit der 7,65-mm-Mannlicher-Patrone übereinstimmen.
Eine eindeutige Identifizierung der drei verschiedenen Patronen ist nur über die Beschriftung der Schachteln möglich.
Für die 7,65-mm-Mannlicher-Patrone wurden verschiedene Pistolen und Karabiner hergestellt.
Sie wurde in verschiedenen europäischen Munitionsfabriken hergestellt und war bis ca. 1930 im Handel.

## Synonyme
- DWM 497
- 7,63 mm Mannlicher M.1903
- 7,65 mm Mannlicher M.1903
- 7,65 mm Mannlicher Mod.1896
- 7,65 mm Mannlicher Selbstlade-Pistole M.1896
- 7,65 mm Mannlicher Pistolen-Karabiner m.1896
- 7,65 mm Mannlicher Karabiner-Pistole m/1901

## Waffen
- Mannlicher Selbstladepistole M.1896
- Mannlicher Pistole-Karabiner M.1896